# Вознесеновка (Івановський район)
Вознесеновка (рос. Вознесеновка) — село у Івановському районі Амурської області Російської Федерації. Розташоване на території українського історичного та етнічного краю Зелений Клин.
Входить до складу муніципального утворення Івановська сільрада. Населення становить 5 осіб (2018).

## Історія
У 1926-1930 роках належало до Івановського району Амурської округи Далекосхідного краю, що належав до районів часткової українізації, у якому мало бути забезпечено обслуговування українського населення його рідною мовою шляхом створення спеціяльних перекладових бюро при виконкомі та господарських організаціях. З 20 жовтня 1932 року ввійшло до складу новоутвореної Амурської області.
З 30 червня 2008 року входить до складу муніципального утворення Івановська сільрада.

## Населення
| 2002 | 2010 | 2012 | 2013 | 2014 | 2015 | 2016 |
| ---- | ---- | ---- | ---- | ---- | ---- | ---- |
| 14   | ↘5   | ↘3   | ↗4   | ↘2   | ↗3   | →3   |
| 2017 | 2018 |      |      |      |      |      |
| →3   | ↗5   |      |      |      |      |      |